# Pleurobema meredithi
Pleurobema meredithi är en musselart som beskrevs av Lea. Pleurobema meredithi ingår i släktet Pleurobema och familjen målarmusslor. Inga underarter finns listade i Catalogue of Life.